# Бастаушинський сільський округ
Бастауши́нський сільський округ (каз. Бастаушы ауылдық округі, рос. Бастаушинский сельский округ) — адміністративна одиниця у складі Самарського району Східноказахстанської області Казахстану. Адміністративний центр — село Бастауші.
Населення — 976 осіб (2021; 1403 у 2009, 1878 у 1999, 1972 у 1989).
Станом на 1989 рік існувала Бастаушинська сільська рада (села Бастауші, Кокжота) колишнього Самарського району Семипалатинської області.

## Склад
До складу округу входять такі населені пункти:
| Населений пункт | Старі назви | Населення, осіб (1989) | Населення, осіб (1999) | Населення, осіб (2009) | Населення, осіб (2021) |
| --------------- | ----------- | ---------------------- | ---------------------- | ---------------------- | ---------------------- |
| Бастауші, село  | -           | 1502                   | 1362                   | 1041                   | 707                    |
| Кокжота, село   | Кок-Жота    | 470                    | 516                    | 362                    | 269                    |